# Batesbeltia pullata
Batesbeltia pullata là một loài bọ cánh cứng trong họ Cerambycidae.